# Страва у Улици брестова (франшиза)
Страва у Улици брестова (енгл. A Nightmare on Elm Street) америчка је хорор франшиза коју чине укупно 9 филмова, од чега су 7 оригиналних, 1 преднаставак и 1 римејк, као и бројне ТВ серије, новеле и стрипови. Франшиза је започела филмом из 1984. године, који је режирао Вес Крејвен. Он је режирао и 3. и 7. део франшизе, а управо они се заједно са првим филмом сматрају и најуспешнијим. Главни негативац серијала је Фреди Кругер, кога је тумачио Роберт Инглунд, док је главна протагонисткиња Ненси Томпсон, коју је тумачила Хедер Лангенкамп. Сви филмови заједно су зарадили преко 455 милиона долара.
Заједно са Петком 13-им и Ноћи вештица сматра се најбољом хорор франшизом свих времена. Фреди против Џејсона представља наставак последњег дела оригиналних филмова Петка 13-ог и преднаставак последњег дела Страве у Улици брестова.

## Филмови
| Подела                            | Филм                                                     | Режисер        | Сценариста                                          | Прудуцент                           | Главни протагониста (тумачио)       | Главни антагониста (тумачио)                                            |
| --------------------------------- | -------------------------------------------------------- | -------------- | --------------------------------------------------- | ----------------------------------- | ----------------------------------- | ----------------------------------------------------------------------- |
| О р и г и н а л н и ф и л м о в и | Страва у Улици брестова 1 (1984)                         | Вес Крејвен    | Вес Крејвен                                         | Роберт Шеј                          | Ненси Томпсон (Хедер Лангенкамп)    | Фреди Кругер (Роберт Инглунд)                                           |
| О р и г и н а л н и ф и л м о в и | Страва у Улици брестова 2: Фредијева освета (1985)       | Џек Шолдер     | Дејвид Чаксин                                       | Роберт Шеј                          | Џеси Волш (Марк Патон)              | Фреди Кругер (Роберт Инглунд)                                           |
| О р и г и н а л н и ф и л м о в и | Страва у Улици брестова 3: Ратници снова (1987)          | Чак Расел      | Вес Крејвен, Френк Дарабонт, Чак Расел, Брус Вагнер | Роберт Шеј                          | Ненси Томпсон (Хедер Лангенкамп)    | Фреди Кругер (Роберт Инглунд)                                           |
| О р и г и н а л н и ф и л м о в и | Страва у Улици брестова 4: Господар снова (1988)         | Рени Харлин    | Брајан Хелгенд, Скот Пирс                           | Робер Шеј и Рејчел Талалај          | Алиса Џонсон (Лиса Вилкокс)         | Фреди Кругер (Роберт Инглунд)                                           |
| О р и г и н а л н и ф и л м о в и | Страва у Улици брестова 5: Дете снова (1989)             | Стивен Хопкинс | Лесли Бохем                                         | Роберт Шеј и Руперт Харвеј          | Алиса Џонсон (Лиса Вилкокс)         | Фреди Кругер (Роберт Инглунд)                                           |
| О р и г и н а л н и ф и л м о в и | Страва у Улици брестова 6: Фреди је мртав (1991)         | Рејчел Талалај | Мајкл Дилука                                        | Роберт Шеј и Арон Арон Варнер       | Меги Бароус (Лиса Зејн)             | Фреди Кругер (Роберт Инглунд)                                           |
| О р и г и н а л н и ф и л м о в и | Страва у Улици брестова 7: Нови и последњи кошмар (1994) | Вес Крејвен    | Вес Крејвен                                         | Роберт Шеј и Маријана Мадаелена     | Ненси Томпсон (Хедер Лангенкамп)    | Фреди Кругер (Роберт Инглунд)                                           |
| П р и к в е л                     | Фреди против Џејсона (2003)                              | Рони Ју        | Дамјан Шанон & Марк Свифт                           | Роберт Шеј и Син Кунингем           | Лори Кембел (Моника Кина)           | Фреди Кругер (Роберт Инглунд) секундарни: Џејсон Ворхис (Кен Кирзингер) |
| Р и м е ј к                       | Страва у Улици брестова (римејк) (2010)                  | Самуел Бајер   | Визли Стрик and Ерик Хејсенер                       | Мајкл Бај, Андреј Форм и Бред Фулер | Ненси Холбрук (Томпсон) (Руни Мара) | Фреди Кругер (Џеки Ерл Хејли)                                           |

## Ликови
| Лик            | Страва у Улици брестова 1 (1984) | Страва у Улици брестова 2: Фредијева освета (1985) | Страва у Улици брестова 3: Ратници снова (1987) | Страва у Улици брестова 4: Господар снова (1988) | Страва у Улици брестова 5: Дете снова (1989) | Страва у Улици брестова 6: Фреди је мртав (1991) | Страва у Улици брестова 7: Нови и последњи кошмар (1994) | Фреди против Џејсона (2003) | Римејк (2010)  |
| -------------- | -------------------------------- | -------------------------------------------------- | ----------------------------------------------- | ------------------------------------------------ | -------------------------------------------- | ------------------------------------------------ | -------------------------------------------------------- | --------------------------- | -------------- |
| Фреди Кругер   | Роберт Инглунд                   | Роберт Инглунд                                     | Роберт Инглунд                                  | Роберт Инглунд                                   | Роберт Инглунд                               | Роберт Инглунд                                   | Роберт Инглунд                                           | Роберт Инглунд              | Џеки Ерл Хејли |
| Ненси Томпсон  | Хедер Лангенкамп                 | споменута                                          | Хедер Лангенкамп                                | споменута                                        |                                              | флешбек                                          | Хедер Лангенкамп                                         | Хедер Лангенкамп            | Руни Мара      |
| Аманда Кругер  |                                  |                                                    | Нан Мартин                                      |                                                  | Бијатрис Бипл                                |                                                  |                                                          |                             |                |
| Доналд Томпсон | Џон Саксон                       |                                                    | Џон Саксон                                      |                                                  |                                              |                                                  | Џон Саксон (камео)                                       |                             |                |
| Кристин Паркер |                                  |                                                    | Патриша Аркет                                   | Тјуздеј Најт                                     |                                              |                                                  |                                                          |                             |                |
| Алиса Џонсон   |                                  |                                                    |                                                 | Лиса Вилкокс                                     | Лиса Вилкокс                                 |                                                  |                                                          |                             |                |
| Глен Ланц      | Џони Деп                         | споменут                                           |                                                 |                                                  |                                              | Џони Деп (камео)                                 |                                                          |                             | Кајл Галнер    |
| Марџ Томпсон   | Рони Блакли                      | споменута                                          | споменута                                       |                                                  |                                              |                                                  | споменута                                                |                             | Кони Бритон    |
| Џеси Волш      |                                  | Марк Патон                                         |                                                 |                                                  |                                              |                                                  |                                                          |                             |                |
| Меги Бароус    |                                  |                                                    |                                                 |                                                  |                                              | Лиса Зејн                                        |                                                          |                             |                |
| Тина Греј      | Аманда Вис                       | споменута                                          |                                                 |                                                  |                                              |                                                  | Аманда Вис (камео)                                       |                             | Кејт Касиди    |
| Роналд Кинкејд |                                  |                                                    | Кен Саџес                                       | Кен Саџес                                        |                                              |                                                  |                                                          |                             |                |
| Џој Крузел     |                                  |                                                    | Рудни Истман                                    | Рудни Истман                                     |                                              |                                                  |                                                          |                             |                |
| Дилан Портер   |                                  |                                                    |                                                 |                                                  |                                              |                                                  | Мико Хјуз                                                |                             |                |
| др Нил Гордон  |                                  |                                                    | Крејг Восон                                     |                                                  |                                              |                                                  |                                                          |                             |                |
| Ден Џордан     |                                  |                                                    |                                                 | Дени Хасел                                       | Дени Хасел                                   |                                                  |                                                          |                             |                |
| Џејсон Ворхис  |                                  |                                                    |                                                 |                                                  |                                              |                                                  |                                                          | Кен Кирзингер               |                |